# Nasir Chamis
Nasir Chamis Mubarak (arab. ناصر خميس مبارك; ur. 2 sierpnia 1965) – emiracki piłkarz grający na pozycji pomocnika.
W latach 1989–2000 był piłkarzem Al-Wasl Dubaj. W latach 1986–1997 był reprezentantem Zjednoczonych Emiratów Arabskich. Uczestniczył z nią w Mistrzostwach Świata w 1990 we Włoszech.